# Соколов, Кирилл Борисович
Кири́лл Бори́сович Соколо́в (24 мая 1940, Ленинград) ― советский и российский фаготист и музыкальный педагог. Солист ЗКР академического симфонического оркестра Ленинградской филармонии, профессор Санкт-Петербургской консерватории, Заслуженный артист Российской Федерации (1998).

## Биография

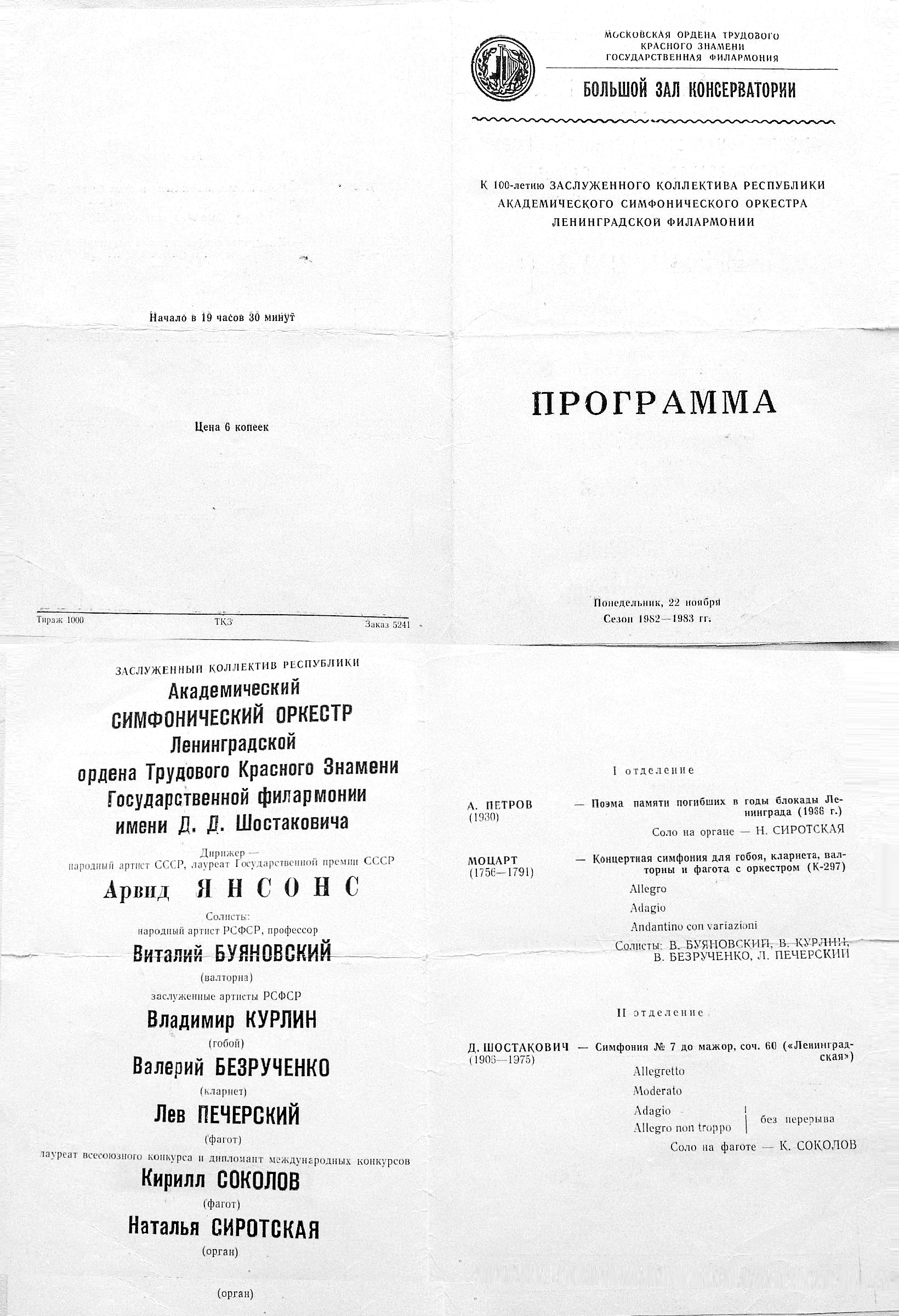
Программа концерта к 100-летию ЗКР АСО Ленинградской филармонии

Родился 24 мая 1940 года в Ленинграде в семье музыкантов: дед — Тернов Иван Яковлевич (1870—1924), регент митрополичьего хора Свято Троицкой Александро-Невской Лавры (с 1894 по 1918 год), отец — Соколов Борис Иванович (1908—1987), выпускник 1938 года Ленинградской консерватории им. Н. А. Римского-Корсакова по классу вокала профессора П. З. Андреева, мать — Антонова Ирина Александровна (1916—1998), выпускница (1946) Ленинградской консерватории им. Н. А. Римского-Корсакова по классу фортепиано. В 1957 году поступил в Музыкальное училище при Ленинградской консерватории и в 1961 году с отличием окончил его по классу фагота доктора искусствоведения, солиста оркестра Театр оперы и балеты имени С. М. Кирова Семёна Яковлевича Левина. В 1961 году поступил и в 1969 году окончил Ленинградскую консерваторию в классе фагота профессора Дмитрия Фёдоровича Ерёмина, с 1969 по 1972 год у него же проходил ассистентуру-стажировку.
В 1963 году стал лауреатом Всесоюзного конкурса музыкантов-исполнителей в Ленинграде, в 1965 году — дипломантом Международного конкурса духовых квинтетов в Будапеште, а 1968 году — дипломантом международного конкурса «Пражская Весна», в Праге.
В 1963 году был принят на конкурсной основе в оркестр Театра оперы и балеты имени С. М. Кирова. В 1972 году выиграл конкурс на место солиста-регулятора группы фаготов в ЗКР академический симфонический оркестр Ленинградской филармонии. С 1972 по 1988 год в составе оркестра под руководством главного дирижёра Евгения Александровича Мравинского участвовал в концертах, записях и гастролях во многих странах мира. Работал под руководством многих выдающихся дирижёров: Е. Ф. Светланова, А. К. Янсонса, М. А. Янсонса и др. Народный артист СССР дирижёр Саулюс Сондецкис даёт такую характеристику (архив Санкт-Петербургской консерватории): «Имел возможность по достоинству оценить виртуозное мастерство его игры и высококлассную исполнительскую культуру. Профессор К. Б. Соколов является также выдающимся педагогом-наставником, воспитавшим целую плеяду первоклассных фаготистов, под его руководством ставших лауреатами российских и международных конкурсов».
С 1973 года работает в Ленинградской консерватории, является профессором по классу фагота, выпустил более 70 учеников-фаготистов, в 1991—2009 годах — заведующий кафедрой деревянных духовых инструментов.
Ученики профессора Соколова К. Б. становились лауреатами всероссийских и международных конкурсов, многие из них занимаются педагогической деятельностью.
Выступает с концертами в качестве солиста и дирижёра в созданном им ансамбле фаготистов, является руководителем квартета фаготистов «Bass-Art» (лауреат 1-й премии международного конкурса в Швеции, 2006 год) и квартета флейтистов «Flute-time» (Гран-при на международном конкурсе в Ворзеле, Украина, 2004 год), проводит мастер-классы на территории России и в других странах.

## Награды, звания
К.Б.Соколов — Заслуженный артист РФ, кавалер «Ордена почёта», блокадник, Ветеран труда, награждён многочисленными юбилейными медалями:
- Лауреат Всесоюзного конкурса музыкантов-исполнителей, Ленинград, 1963 г.
- Дипломант Международного конкурса, Будапешт (Венгрия), 1965 г.
- Дипломант Международного конкурса, Прага (Чехословакия), 1968 г.
- Знак Министерства культуры СССР «За отличную работу», 1982 г.
- «Заслуженный артист Российской федерации», 1998 г.
- "Знак отличия «370 лет Якутии с Россией», 2003 г.[14]
- Кавалер «Ордена Почёта»[15]
- Знак «В честь 25-летия — за вклад в развитие Высшей школы музыки республика Саха (Якутия)», 2018 г.

## Жюри конкурсов
- XVII Международный конкурс им. П. И. Чайковского, Москва/Санкт-Петербург, 2023 год - член жюри (деревянные духовые)[16]
- Всероссийский конкурс им. Н. А. Римского-Корсакова, г. Санкт-Петербург, с 1983 по 2003 годы — член жюри, в 2005 и в 2008 годах — председатель жюри
- Международный конкурс молодых музыкантов на духовых и ударных инструментах, г. Тольятти, с 1996 год — член жюри[17]
- Всероссийский конкурс для духовых и ударных инструментов, г. Новосибирск, с 1997 года — председатель жюри
- Международный конкурс им. Е. А. Мравинского, г. Санкт-Петербург (до 2002 г. — фестиваль), с 1998 по 2001 годы — член жюри, с 2003 года — председатель жюри[18]
- Международный конкурс, г. Лодзь (Польша), в 2002 и 2014 годах — член жюри
- Открытый конкурс молодых исполнителей на духовых и ударных инструментах им. Ю. А. Большиянова, г. Краснодар, с 2004 года — председатель жюри
- Международный конкурс для молодых музыкантов на духовых и ударных инструментах, г. Черновцы (Украина), 2006 год, член жюри
- Всероссийский конкурс исполнителей на духовых инструментах, г. Москва, в 2012 и в 2016 годах — член жюри
- Международный конкурс для исполнителей на духовых и ударных инструментах, г. Москва, в 2015 и в 2019 годах — член жюри
- Международный конкурс молодых исполнителей на деревянных духовых инструментах им. Дмитрия Беды, г. Львов (Украина), 2-го, 3-го, 4-го и 6-го — член жюри
- Международный конкурс для духовых и ударных инструментов, г. Ворзель-Киев (Украина), 2004 год, член жюри
- Санкт-Петербургский открытый конкурс юных музыкантов, Санкт-Петербург, (постоянный) председатель жюри

## Аудиозаписи
- Johann Heinrich SCHMELZER, соната" Ла Кариолетта " соль минор
Григорий Неллер (скрипка), Виктор Венгловский (тромбон), Кирилл Соколов (фагот), Валерий Чирсков (труба), Нина Оксентян (орган), Герман Лукьянин (контрабас), 1979 г., Мелодия: № 133

## Примечание
1. ↑  Указ Президента РФ от 09.07.1998 № 815 «О награждении государственными наградами Российской Федерации»
2. ↑  Музыкальные конкурсы в прошлом и настоящем. Справочник. — М.: Музыка, 1966. — С. 63. Архивировано 6 февраля 2020 года.
3. ↑  Болотин С.В. Биографический словарь музыкантов-исполнителей на духовых. — М.: Музыка, 1969. — С. 100.
4. ↑  Болотин С.В. Биографический словарь музыкантов-исполнителей на духовых. — М.: Музыка, 1995. — С. 260. — ISBN ISBN 5-88123-007-8. Архивировано 6 февраля 2020 года.
5. ↑  Фомин В.С. Оркестром дирижирует Мравинский. — Л.: Музыка, 1976. — С. 125. Архивировано 4 февраля 2020 года.
6. ↑  Фомин В.С. Старейший русский симфонический оркестр (1882—1982). — Л.: Музыка, 1982. — С. 97.
7. ↑  Выдающиеся исполнители - профессора и преподаватели Санкт-Петербургской консерватории. Дата обращения: 2 февраля 2020. Архивировано 2 февраля 2020 года.
8. ↑  Кафедра деревянных духовых инструментов СПб консерватории, профессор, Заслуженный артист РФ Соколов Кирилл Борисович. Дата обращения: 18 января 2020. Архивировано 22 января 2020 года.
9. ↑  Баранцев А.П. Из истории духовых классов Петербургско-Ленинградской консерватории (1862—1987 гг.). — Петрозаводск: ПетрГУ, 2007. — С. 74—80. — ISBN 978-5-8021-0716-4. Архивировано 4 февраля 2020 года.
10. ↑  ученик профессора Соколова К.Б. - Лауреат Всероссийского конкурса Дмитрий Красник, сайт СПб филармонии.
11. ↑  ученик профессора Соколова К.Б. - доцент Михаил Шиков, сайт Уральской консерватории.
12. ↑  Бабанцев Н.Ф. Дистанция длиною в жизнь. — СПб.: Санкт-Петербург, 2008. — С. 164. Архивировано 9 февраля 2014 года.
13. ↑  Бабанцев Н.Ф. Держава, победившая фашизм. — СПб.: Санкт-Петербург, 2015. — С. 420.
14. ↑  Указ Президента республики Саха (Якутия)  № 002428 от 20.08.02г., 2003 г.
15. ↑  Указ Президента РФ от 14.07.2007 № 880	«О награждении государственными наградами Российской Федерации»
16. ↑  XVII Международный конкурс им. П. И. Чайковского. Жюри (деревянные духовые). Архивировано 3 марта 2024 года.
17. ↑  Профессор Соколов К.Б. - член жюри XXI Тольяттинского конкурса молодых музыкантов-исполнителей. Дата обращения: 5 февраля 2020. Архивировано 5 февраля 2020 года.
18. ↑  Профессор Соколов К.Б. - председатель жюри XI Межд. юношеского конкурса им. Е.А.Мравинского.